# نشانه کر
نشانهٔ کِر (انگلیسی: Kehr's sign) عبارت است از بروز درد حاد در نوک شانه به دلیل وجود خون یا سایر مواد محرک در حفره صفاقی زمانی که فرد دراز کشیده و پاهایش بالا آمده است. نشانهٔ کر در شانه چپ به عنوان یک نشانۀ کلاسیک پارگی طحال در نظر گرفته می‌شود. نشانهٔ کر ممکن است ناشی از ضایعات دیافراگم یا اطراف آن، سنگ کلیه، آسیب طحال یا پارگی حاملگی خارج رحمی باشد.
نشانهٔ کر یک مثال کلاسیک از درد ارجاعی در پزشکی است: تحریک دیافراگم توسط عصب فرنیک به‌صورت درد در ناحیه بالای استخوان ترقوه خود را نشان می‌دهد. این پدیده بدان سبب است که اعصاب فوق ترقوه‌ای منشأ عصبی گردنی مشابهی با عصب فرنیک دارد (C3، C4 و C5)
کشف نشانهٔ کر را به یک جراح کیسه صفرای آلمانی به نام هانس کر نسبت داده می‌شود، اما بررسی‌های گسترده در پژوهش‌هایی که او در طول زندگی خود انجام داد، شواهد کافی در مورد اینکه آیا او واقعاً کاشف این یافتهٔ پزشکی بود، وجود ندارد.